# فال بيسوجليو
فال بيسوجليو (بالإنجليزية: Val Bisoglio)‏ مواليد 7 مايو 1926 في نيويورك، الولايات المتحدة، هو ممثل أمريكي بدأ مسيرته الفنية سنة 1956. امتدت مسيرته الفنية لأكثر من 46 عاما.

## الأعمال
- حمى ليلة السبت
- فتى فريسكو

## روابط خارجية
- فال بيسوجليو على موقع IMDb (الإنجليزية)
- فال بيسوجليو على موقع ألو سيني (الفرنسية)
- فال بيسوجليو على موقع تيرنر كلاسيك موفيز (الإنجليزية)
- فال بيسوجليو على موقع أول موفي (الإنجليزية)
- فال بيسوجليو على موقع قاعدة بيانات برودواي على الإنترنت (الإنجليزية)
- فال بيسوجليو على موقع قاعدة بيانات الأفلام السويدية (السويدية)
- فال بيسوجليو على موقع إن إن دي بي (الإنجليزية)
- فال بيسوجليو على موقع قاعدة بيانات الفيلم (الإنجليزية)